# Jef Van den Berg
Jef Van den Berg (Merksem, 18 oktober 1917 – Berchem, 21 april 2007) was een Vlaamse componist, pianist, muziekleraar, televisieregisseur en televisieproducent.
Hij studeerde aan het Conservatorium van Antwerpen. Tijdens de jaren veertig en vijftig was hij pianist in diverse amusementsorkesten en leidde ook een eigen ensemble. In 1961 begon hij te werken bij de BRT (Belgische Radio en Televisie) als regisseur en later producent bij de dienst Amusement. Hij werkte er tot 1982, onder meer aan de programma's Ontdek de ster en Binnen en Buiten. Hij schreef ook muziek voor ontspanningsprogramma's en televisiecabaret. In 1965 was hij de componist van de Belgische inzending voor het Eurovisiesongfestival in Napels. Het lied Als het weer lente is, op tekst van Jaak Dreesen, werd gezongen door Lize Marke.
Van 1970 tot 1982 was hij ook docent notenleer aan de Studio Herman Teirlinck.
Jef Van den Berg overleed op 89-jarige leeftijd in zijn woonplaats Berchem.